# Ostrów Lubelski
Ostrów Lubelski este un oraș în Polonia.